# Joan Enric Reverté Simó
Joan Enric Reverté Simó   (Amposta, 23 de novembre de 1967), conegut també com el Pare Jony, és un activista humanitari, guitarrista, cantant i antic sacerdot catòlic. Essent sacerdot en exercici, va impactar per l'ús del rock i de la música rap per difondre el missatge cristià. Ha creat la fundació "Provocant la pau", la Plataforma antiaborregamiento i el projecte Radio Palangana.

## Biografia
Nascut a Amposta el 1967, als 8 anys ja tocava la guitarra. Ingressà al Seminari Diocesà de Tortosa, on formà la seva primera banda de rock, els Seminari Boys. Fou ordenat sacerdot el dia 11 d'octubre de 1992 a Amposta. Començà a exercir a Morella, al País Valencià, on creà una escola de guitarra per a més de 80 alumnes. Com a sacerdot, ha fet classe en diverses escoles i instituts de secundària. També ha estat delegat de missions de la Diòcesi de Tortosa, i ha fet de missioner a Hondures i a l'Àfrica. Aquests viatges l'ajudaren a ampliar les vivències humanes i musicals pel contacte amb les diverses cultures.
El 1999 fundà la banda rock Properly, amb què va fer més de 40 concerts. El 2004 creà un altre grup, i a mitjan 2005 publicà el seu primer disc, Provocando la paz, que ell considera fundacional del "rock profètic", un estil musical que li permet d'anunciar el missatge de Déu a la seva generació, tot denunciant injustícies i defensant els marginats. El seu lema era Pau, Jesús i rock’n'roll, i tenia per carta de presentació el seu tema Globalización alternativa.
També el 2005 inicià una gira musical per diverses ciutats de l'estat espanyol i per altres països d'Europa i Amèrica: Estats Units, Itàlia, República Dominicana, Colòmbia, i creà també l'ONG "Provocant la pau".
A final del 2007 publicà el seu segon disc, El buscador. El juliol del 2008 viatjà a Guatemala, on visità el centre Xajanaj Kahalepana ("Tirant endavant junts", traduït del poqomam), situat a Chinautla. Aquest centre rebia fons de la fundació Provocant la Pau, procedents dels beneficis de la gira i de la venda del primer disc.
El 2008 publicà el conte La maravillosa historia de la estrella de Navidad, i el febrer de 2009 participà en la fundació, amb altres professors, de la plataforma antiaborregamiento, que serveix per a lluitar contra la xacra social de la desmotivació del jovent. Aquell mateix any publicà el seu llibre titulat Notas de un cura rockero i guanyà el certamen Imaginarios ecoteológicos amb el seu treball El dinero no se puede comer. Meditaciones a partir de un video clip. Aquest concurs fou instituït per a investigadors d'ecoteologia de la Facultat de Teologia de la Universitat Xavieriana de Bogotà, a Colòmbia.
Dins els actes del centenari de la fundació de la Cort d'Honor de la Mare de Déu de la Cinta, el 2010, celebrà una missa rockera after hours a la catedral de Tortosa, la primera missa rockera celebrada mai en una catedral. L'acte acabà amb l'Himne a la Mare de Déu de la Cinta, peça musical representativa de Tortosa, però en una versió creada expressament per a l'ocasió. El Pare Jony sempre va tenir el suport del seu superior, el bisbe de Tortosa.
Per iniciativa de la Fundació Provocando la paz, i amb la col·laboració d'estudiants de diversos instituts i d'un grup de professors, el març de 2011 creà el projecte educatiu Radio palangana.
Pel fet que era sacerdot, sempre va estar en el punt de mira de la jerarquia catòlica més conservadora.
Continua dedicat al seu projecte central, l'ONG 'Provocant la Pau', primer als camps de refugiats del nord de Grècia, i d'ençà del 2017 a Atenes. El 2018 llogà un edifici per a allotjar-hi famílies refugiades amb dones embarassades o en periode de lactància, a qui l'ONG ajuda.

## Gires musicals
- Estats Units (agost 2005)
- Itàlia (abril 2006)
- República Dominicana (juny 2006)
- Colòmbia (setembre 2007)
- França (març 2008)
- Veneçuela (novembre 2008)
- Guatemala (setembre 2009)
- Portugal (febrer 2011)
- França (agost 2012)
- i diverses per Espanya, entre 2005-2007, i 2009-2012.

## Premis
Per la seva tasca musical i solidària rebé el "Premi Amposta" l'11 de març de 2006.
L'11 de juny de 2006 l'Ajuntament de Sant Guim de Freixenet li atorgà el "Premi Quin parell d'ous" ex aequo amb el pilot de rallies Marc Coma.